# لاري سميث
لاري سميث (بالإنجليزية: Larry Smith )‏ (و. 1951 – م) هو سياسي، ولاعب كرة القدم الكندية، من كندا، ولد في هدسون، هو عضوٌ في حزب المحافظين الكندي.

## مناصب
تولى منصب عضو مجلس الشيوخ الكندي.

## التعليم
تعلم في جامعة بيشوب، وجامعة مكغيل.

## جوائز
حصل على جوائز منها:
- النيشان الوطني لكيبيك من رتبة فارس (2010).[4]